# 马尔托 (卡尔瓦多斯省)
马尔托（法語：Maltot，法語發音：[malto] ⓘ）是法国卡尔瓦多斯省的一个市镇，属于卡昂区。

## 地理
马尔托（49°7'45"N, 0°25'22"W）面积4.24 平方千米，位于法国诺曼底大区卡爾瓦多斯省，该省份为法国西北部沿海省份，北濒大西洋英吉利海峡，东北与滨海塞纳省以海上边界相接，东临厄尔省，南至奧恩省，西与芒什省接壤。
与马尔托接壤的市镇（或旧市镇、城区）包括：埃泰尔维尔、弗格罗勒-比利、方丹埃图普富尔、卢维尼、奥恩河畔圣安德烈、维约。

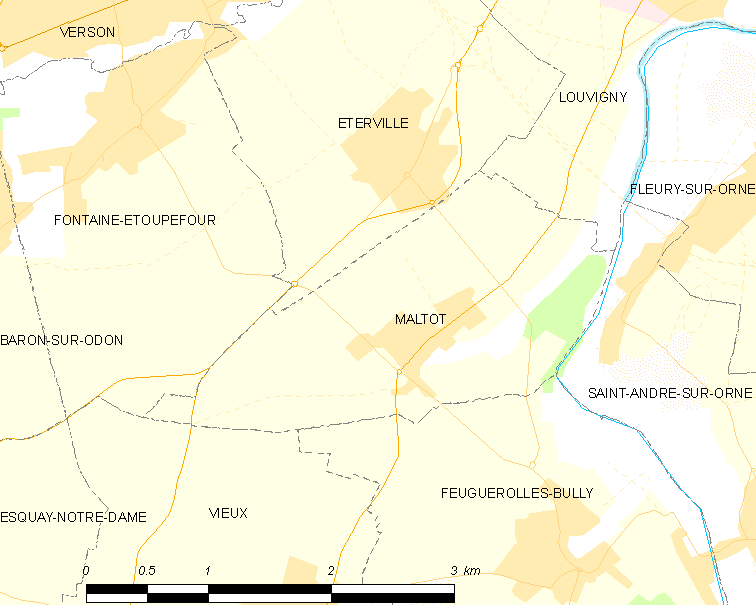
的OSM定位图

马尔托的时区为UTC+01:00、UTC+02:00（夏令时）。

## 行政
马尔托的邮政编码为14930，INSEE市镇编码为14396。

## 政治
马尔托所属的省级选区为埃夫勒西县。

## 人口

1962-2008年间人口变化图示

马尔托于2022年1月1日时的人口数量为1044人。